# Botrychium dissectum
Botrychium dissectum är en låsbräkenväxtart som beskrevs av Spreng.. Botrychium dissectum ingår i släktet låsbräknar, och familjen låsbräkenväxter. Inga underarter finns listade i Catalogue of Life.

## Bildgalleri

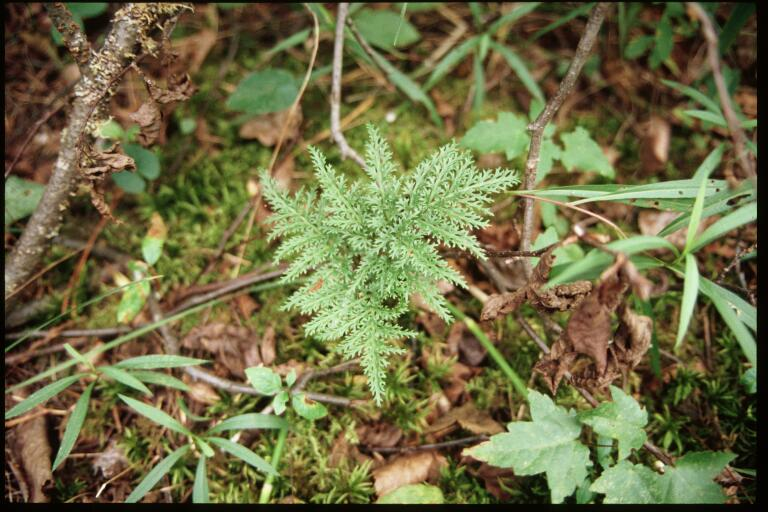
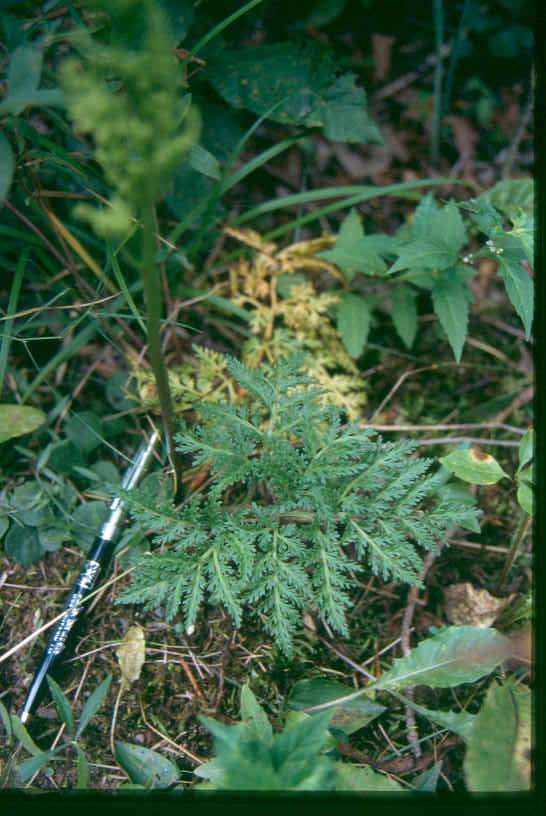
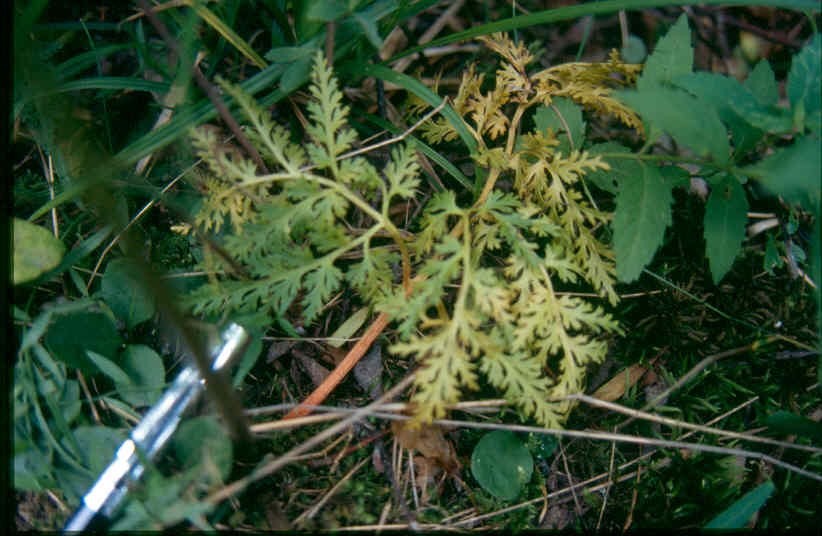
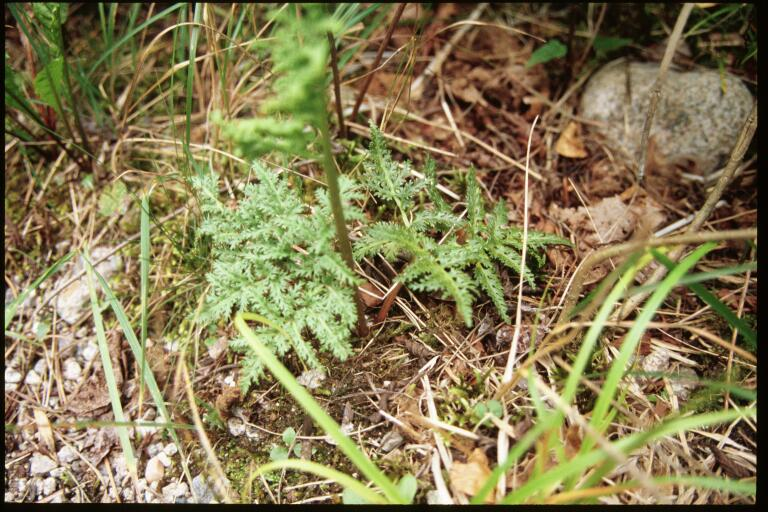
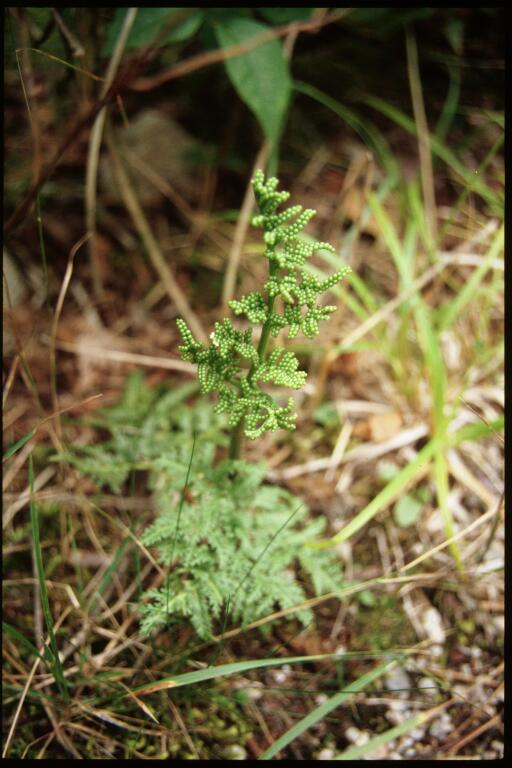
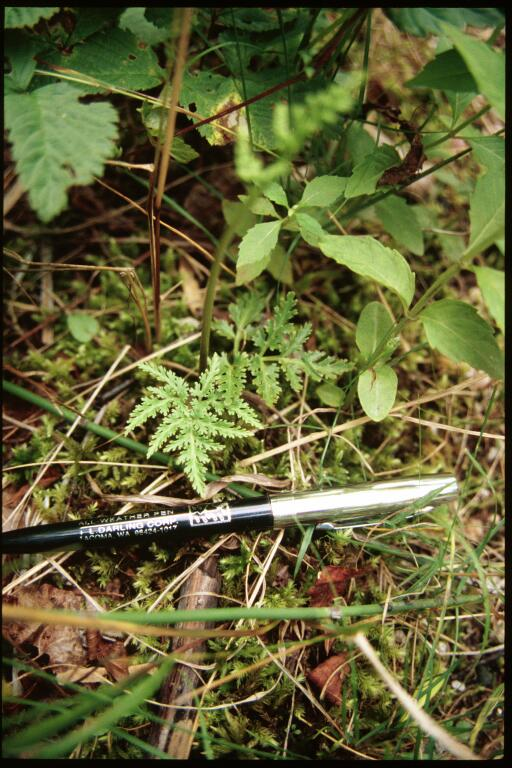